# Fox & Friends
Fox & Friends é um programa de televisão estadunidense exibido nas manhãs da Fox News Channel desde 1º de fevereiro de 1998, apresentado por Steve Doocy, Ainsley Earhardt, e Brian Kilmeade.

## Apresentadores

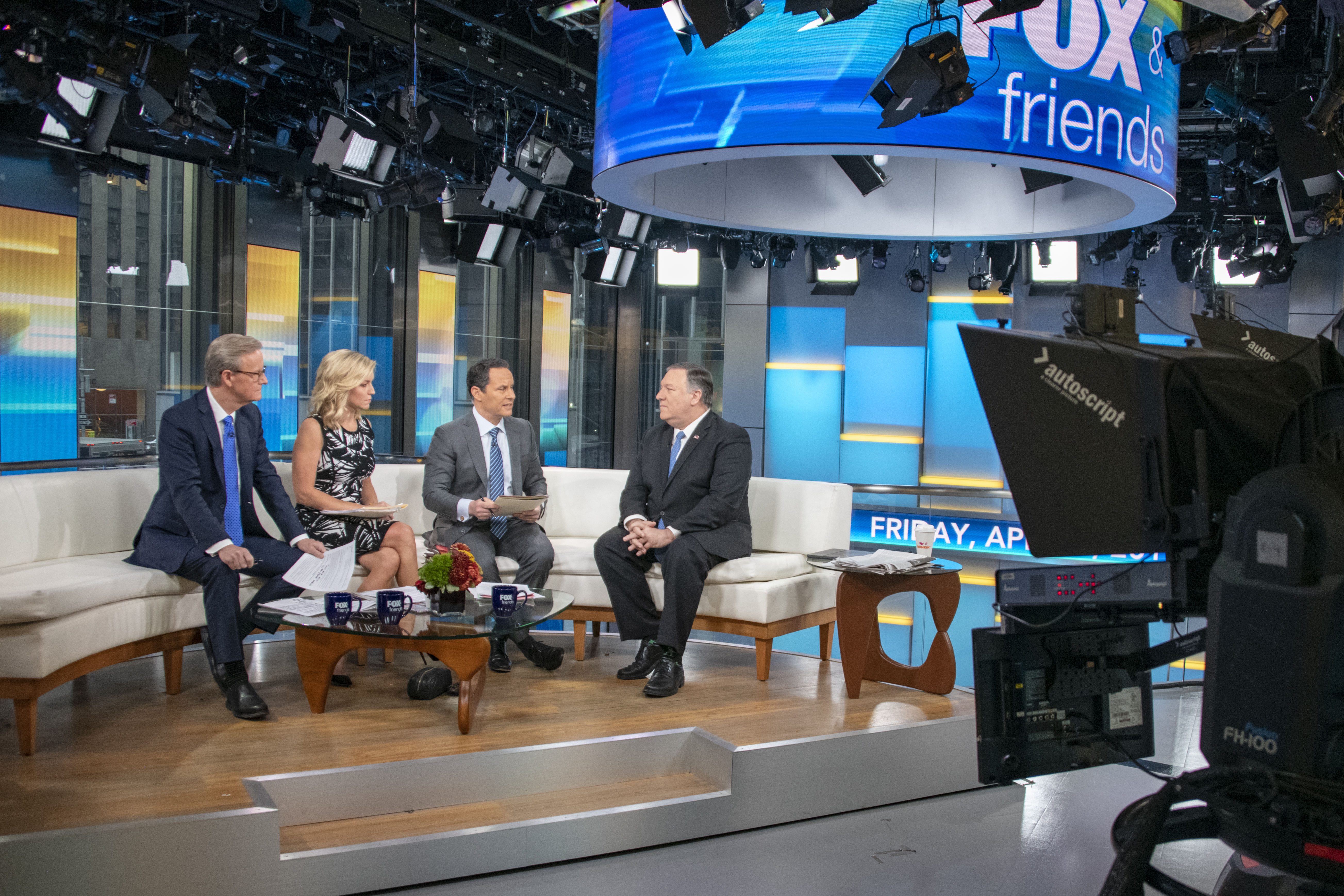
Mike Pompeo no estúdio da Fox & Friends em 2019.

### Dia da Semana
- Steve Doocy, 1998–presente
- Ainsley Earhardt, 2015–presente
- Brian Kilmeade, 1998–presente
- Janice Dean, 2004–presente
- Jillian Mele, 2017–presente

### Final de semana
- Jedediah Bila, 2019–presente
- Pete Hegseth, 2017–presente
- Rick Reichmuth, 2006–presente